# Nekrolog 1. Quartal 1953
Nekrolog
◄◄
| ◄
| 1949
| 1950
| 1951
| 1952
| 1953 | 1954 | 1955 | 1956 | 1957 | ► | ►►
1. Quartal |
2. Quartal |
3. Quartal |
4. Quartal 1953
Weitere Ereignisse | Allgemeiner Nekrolog 1953
Die Beschreibung der verstorbenen Person sollte so kurz wie möglich gehalten sein und nur deren signifikante Tätigkeit(en) enthalten.
Neue Namen ggf. auch unter dem Geburts- und Sterbedatum, also etwa unter 1. Januar und im Geburts- und Sterbejahr (2024) eintragen (nur bei entsprechender großer Wichtigkeit). Für Beispiele siehe die schon vorhandenen Artikel.
Außerdem über die fünf zuletzt Verstorbenen, zu denen es einen ausreichend guten Artikel für eine Präsentation auf der Hauptseite gibt, nach der todesbedingten Überarbeitung der Artikel ggf. auch unter Wikipedia Diskussion:Hauptseite informieren und sie am besten auch in den anderen Wikipedia-Sprachversionen eintragen. Tipp: Regelmäßig bei news.google.de nach „ist tot“, „gestorben“ oder „verstorben“ suchen.
Wenn eine Person gestorben ist, gibt es viele Seiten zu dieser Person in der Wikipedia, die davon auch betroffen sind und entsprechend aktualisiert werden müssen. Beispiele: Namenübersichtsseite, Geburtsjahr, Geburtsort-Seiten und viele mehr.
Wie finde ich die betroffenen Seiten?
Im Suchfeld auf der linken Seite gibt man den Suchbegriff so ein: „Vorname Nachname“. Dann klickt man auf Volltext und alle Seiten mit entsprechendem Suchtext werden aufgerufen. Hier sieht man dann schnell, wo auch das Todesjahr Sinn macht oder sogar ein Teil des Artikels angepasst werden muss. Auch hilft das „Werkzeug“ auf der linken Seite sehr gut, um solche Seiten aufzufinden: „Links auf diese Seite“. Somit ist die Wikipedia wieder aktuell in allen Bereichen! Hinweis: bei Eintragung der Kategorie „Gestorben JAHR“ wird der Missbrauchsfilter 49 ausgelöst, was jedoch nicht schlimm ist. Siehe: Spezial:Missbrauchsfilter/49
Dies ist eine Liste von im ersten Quartal 1953 verstorbenen bekannten Persönlichkeiten. Die Einträge erfolgen innerhalb der einzelnen Daten alphabetisch sortiert. Tiere sind im Nekrolog für Tiere zu finden.

## Januar
| Tag        | Name                                          | Beruf, bekannt als                                                                                   | Alter | Beleg |
| ---------- | --------------------------------------------- | --- | ----- | ----- |
| 01. Januar | William Eaton                                 | US-amerikanischer Sprinter                                                                           | 70    |       |
| 1. Januar  | Gustav Adolf Albert Hautle                    | Schweizer Unternehmer und Jurist                                                                     | 82    |       |
| 1. Januar  | Maxim Alexejewitsch Purkajew                  | sowjetischer Armeegeneral                                                                            | 58    |       |
| 1. Januar  | Ludomir Różycki                               | polnischer Komponist                                                                                 | 69    |       |
| 1. Januar  | Drummond Shiels                               | schottischer Politiker                                                                               | 71    |       |
| 1. Januar  | Hank Williams                                 | US-amerikanischer Countrymusiker                                                                     | 29    |       |
| 2. Januar  | Hilda Borgström                               | schwedische Schauspielerin                                                                           | 81    |       |
| 2. Januar  | Gordon Daniel Conant                          | kanadischer Politiker und 12. Premierminister von Ontario                                            | 67    |       |
| 2. Januar  | Alfred Gerger                                 | österreichischer Architekt                                                                           | 62    |       |
| 2. Januar  | Guccio Gucci                                  | italienischer Unternehmer                                                                            | 71    |       |
| 2. Januar  | Oskar Haempel                                 | österreichischer Hydrobiologe                                                                        | 70    |       |
| 2. Januar  | Karl Marbe                                    | deutscher Psychologe                                                                                 | 83    |       |
| 2. Januar  | Karl Mensing                                  | deutscher Jurist                                                                                     | 76    |       |
| 02. Januar | Édouard Réquin                                | französischer General                                                                                | 73    |       |
| 2. Januar  | Paul Werners                                  | deutscher Ingenieur                                                                                  | 75    |       |
| 3. Januar  | Maria Loja                                    | deutsche Schauspielerin und Hörspielsprecherin                                                       | 62    |       |
| 4. Januar  | Chichibu Yasuhito                             | japanischer Militär, General der kaiserlich japanischen Armee, Mitglied des japanischen Kaiserhauses | 50    |       |
| 4. Januar  | Wilhelm von Flügge                            | deutscher Jurist und Widerstandskämpfer                                                              | 65    |       |
| 4. Januar  | Eduard Hartl                                  | deutscher Altgermanist                                                                               | 60    |       |
| 4. Januar  | Mitchell Hepburn                              | kanadischer Politiker und 11. Premierminister von Ontario                                            | 56    |       |
| 4. Januar  | Arthur Hoyt                                   | US-amerikanischer Schauspieler                                                                       | 78    |       |
| 4. Januar  | Kaspar Knobel                                 | Schweizer Förster und Politiker                                                                      | 70    |       |
| 4. Januar  | Konstantin Apollonowitsch Korotejew           | sowjetischer General                                                                                 | 51    |       |
| 4. Januar  | Stanley Thompson                              | kanadischer Golfarchitekt                                                                            | 59    |       |
| 6. Januar  | David Caldwell                                | US-amerikanischer Mittelstreckenläufer                                                               | 61    |       |
| 6. Januar  | Hugo ten Hövel                                | Bürgermeister von Essen-Heisingen                                                                    | 62    |       |
| 6. Januar  | Karl Sticher                                  | deutscher Politiker                                                                                  | 65    |       |
| 6. Januar  | Giovanni Enrico Eugenio Vacca                 | italienischer Mathematiker, Mathematikhistoriker und Sinologe                                        | 80    |       |
| 7. Januar  | Albert Broschek                               | deutscher Automobilrennfahrer und Verleger                                                           | 46    |       |
| 7. Januar  | Osa Johnson                                   | amerikanische Abenteurerin und Dokumentarfilmerin                                                    | 58    |       |
| 8. Januar  | Hugh Binney                                   | britischer Admiral und Gouverneur von Tasmanien                                                      | 69    |       |
| 8. Januar  | Willem Hendrik Dingeldein                     | niederländischer Regionalhistoriker, Volkskultur- und Sprachforscher                                 | 58    |       |
| 8. Januar  | Kurt Wilhelm Fromm                            | deutscher Politiker (DNVP), MdR                                                                      | 64    |       |
| 8. Januar  | Heinrich Fuhrmann                             | deutscher Klassischer Archäologe                                                                     |       |       |
| 8. Januar  | Charles Edward Merriam                        | US-amerikanischer Politikwissenschaftler und Hochschullehrer                                         | 78    |       |
| 8. Januar  | Heinrich Kaspar Schmid                        | deutscher Komponist                                                                                  | 78    |       |
| 8. Januar  | Rolf Wernicke                                 | deutscher Sportreporter und Rundfunkjournalist                                                       | 49    |       |
| 8. Januar  | Grace Wilson Vanderbilt                       | US-amerikanische High Society-Lady, Mitglied der Vanderbilt-Familie                                  | 82    |       |
| 9. Januar  | Franz Dischinger                              | deutscher Bauingenieur                                                                               | 65    |       |
| 9. Januar  | Eduard Lichtenstein                           | deutscher Sänger                                                                                     | 63    |       |
| 9. Januar  | Conrad Müller                                 | deutscher Mathematiker                                                                               | 74    |       |
| 9. Januar  | Robert Knud Friedrich Pilger                  | deutscher Botaniker                                                                                  | 76    |       |
| 9. Januar  | Gabriel Poulain                               | französischer Radrennfahrer                                                                          | 68    |       |
| 10. Januar | Hans Aanrud                                   | norwegischer Schriftsteller                                                                          | 89    |       |
| 10. Januar | Theo Mackeben                                 | deutscher Pianist, Dirigent und Komponist                                                            | 56    |       |
| 11. Januar | Gordon Jennings                               | US-amerikanischer Tricktechniker und Kameramann                                                      | 56    |       |
| 11. Januar | Rösy von Känel                                | Schweizer Journalistin und Schriftstellerin                                                          | 57    |       |
| 11. Januar | Ernst Hermann van Rappard                     | niederländischer Nationalsozialist                                                                   | 53    |       |
| 11. Januar | Noe Schordania                                | georgischer Politiker (Sozialdemokrat)                                                               | 84    |       |
| 11. Januar | Hermann Vogel von Frommannshausen             | sächsischer Amtshauptmann                                                                            | 79    |       |
| 12. Januar | Heinrich Knote                                | deutscher Opernsänger                                                                                | 82    |       |
| 12. Januar | Vincent Luke Palmisano                        | US-amerikanischer Politiker                                                                          | 70    |       |
| 12. Januar | Franz Santifaller                             | österreichischer Bildhauer                                                                           | 58    |       |
| 13. Januar | Hans Freese                                   | deutscher Architekt und Hochschullehrer                                                              | 63    |       |
| 13. Januar | Alfred Laliberté                              | kanadischer Bildhauer und Maler                                                                      | 75    |       |
| 13. Januar | Edward Marsh                                  | britischer Staatsbeamter, Übersetzer, Herausgeber, Schriftsteller und Kunstförderer                  | 80    |       |
| 13. Januar | Paul Niggli                                   | Schweizer Geowissenschaftler und Kristallograph                                                      | 64    |       |
| 13. Januar | Otto Olsen                                    | norwegischer Sportschütze                                                                            | 68    |       |
| 13. Januar | Frederick William Schlieder                   | US-amerikanischer Organist und Musikpädagoge                                                         | 79    |       |
| 14. Januar | Noel Beresford-Peirse                         | britischer General                                                                                   | 65    |       |
| 14. Januar | Johanna Hipp                                  | deutsche Malerin und Grafikerin                                                                      | 79    |       |
| 14. Januar | Erwin Riezler                                 | deutscher Rechtswissenschaftler                                                                      | 79    |       |
| 14. Januar | Torii Ryūzō                                   | japanischer Anthropologe und Archäologe                                                              | 82    |       |
| 15. Januar | Richard Ballerstädt                           | deutscher Politiker (SPD), MdHB                                                                      | 79    |       |
| 15. Januar | Rudolf Bommer                                 | österreichischer Angestellter und Politiker, Landtagsabgeordneter                                    | 68    |       |
| 15. Januar | Guido Joseph Kern                             | deutscher Kunsthistoriker, Maler, Graphiker und Kunsthändler                                         | 74    |       |
| 15. Januar | Angelico Pittavino                            | italienischer Kapuziner und Missionar                                                                | 77    |       |
| 15. Januar | Heinrich Schulz                               | deutscher Lehrer, Organist und Heimatforscher                                                        | 84    |       |
| 15. Januar | Heinrich Wagner                               | deutscher Manager, Vorstandsvorsitzender der Daimler-Benz AG                                         | 53    |       |
| 16. Januar | Nelly Goedewaagen                             | niederländische Malerin                                                                              | 72    |       |
| 16. Januar | Artur Śliwiński                               | Ministerpräsident Polens                                                                             | 75    |       |
| 17. Januar | Friedrich Hormann                             | deutscher Parteifunktionär (NSDAP) und SA-Führer                                                     | 59    |       |
| 17. Januar | Rudolf Latzke                                 | österreichischer Gymnasialdirektor und Literaturhistoriker                                           | 78    |       |
| 17. Januar | Kay H. Nebel                                  | deutscher Maler                                                                                      | 64    |       |
| 17. Januar | Martin Stahn                                  | deutscher Archivar                                                                                   | 79    |       |
| 18. Januar | Fritz Schellong                               | deutscher Internist und Hochschullehrer                                                              | 61    |       |
| 19. Januar | Georg Becker                                  | deutscher Unternehmer                                                                                | 74    |       |
| 19. Januar | Hans Albrecht Freiherr von Rechenberg         | deutscher Politiker (FDP), MdB                                                                       | 60    |       |
| 19. Januar | Maximilian Suppantschitsch                    | österreichischer Maler                                                                               | 87    |       |
| 20. Januar | Hans Lauerer                                  | Rektor der Diakonie Neuendettelsau, Pfarrer der Evangelisch-Lutherischen Kirche in Bayern            | 68    |       |
| 20. Januar | Karl Rothe                                    | deutscher Bankier und Kommunalpolitiker (LDPD)                                                       | 87    |       |
| 20. Januar | Hans Schmidt                                  | deutscher evangelischer Theologe                                                                     | 75    |       |
| 20. Januar | Georges Vivex                                 | belgischer Turner                                                                                    | 62    |       |
| 21. Januar | Arturo Castiglioni                            | italienischer Arzt und Medizinhistoriker                                                             | 78    |       |
| 21. Januar | Erich Dieckmann                               | Politiker und Oberbürgermeister von Lüneburg                                                         | 67    |       |
| 21. Januar | Andor Gábor                                   | ungarischer Redakteur und Schriftsteller                                                             | 69    |       |
| 23. Januar | Paul Baethke                                  | deutscher Sanitätsoffizier, zuletzt Generalarzt im Zweiten Weltkrieg                                 | 57    |       |
| 23. Januar | Charles Aubrey Eaton                          | US-amerikanischer Politiker                                                                          | 84    |       |
| 23. Januar | Joseph J. O’Brien                             | US-amerikanischer Politiker                                                                          | 55    |       |
| 23. Januar | Paul von Rittinger                            | österreichischer Maler, Schriftsteller, Polyhistor und Privatgelehrter                               | 73    |       |
| 23. Januar | Andrés de Segurola                            | spanischer Opernsänger                                                                               | 78    |       |
| 23. Januar | Jérôme Tharaud                                | französischer Schriftsteller                                                                         | 78    |       |
| 23. Januar | Kazimierz Żorawski                            | polnischer Mathematiker                                                                              | 86    |       |
| 24. Januar | Hermann Grom-Rottmayer                        | österreichischer Maler und Bühnenlichttechniker                                                      | 75    |       |
| 24. Januar | Max Grunwald                                  | Rabbiner, Historiker und Volkskundler                                                                | 81    |       |
| 24. Januar | Adolf Münzer                                  | deutscher Maler und Grafiker                                                                         | 82    |       |
| 24. Januar | Allan Vougt                                   | schwedischer Journalist und Politiker (SAP)                                                          | 57    |       |
| 25. Januar | Willi Egler                                   | deutscher Maler                                                                                      | 65    |       |
| 25. Januar | Friedrich Glier                               | deutscher Lehrer, Organist, Komponist und Sammler vogtländischer Melodien                            | 62    |       |
| 25. Januar | Walter B. Pitkin                              | US-amerikanischer Psychologe, Journalist und Autor                                                   | 74    |       |
| 25. Januar | Tony Tollet                                   | französischer Maler                                                                                  | 95    |       |
| 26. Januar | Georges Aeby                                  | Schweizer Komponist und Professor                                                                    | 50    |       |
| 26. Januar | Carl Gustav Blanckertz                        | deutscher Kaufmann                                                                                   | 79    |       |
| 26. Januar | Martinus Nijhoff                              | niederländischer Lyriker, Übersetzer, Essayist und Literaturkritiker                                 | 58    |       |
| 27. Januar | Wilhelm Kattwinkel                            | deutscher Politiker (NSDAP), MdR                                                                     | 69    |       |
| 27. Januar | Walter Guernsey Reynolds                      | US-amerikanischer Organist und Komponist                                                             | 80    |       |
| 27. Januar | Ada van Roon                                  | deutsche Theaterschauspielerin, Drehbuchautorin und Filmproduzentin                                  | 70    |       |
| 28. Januar | Derek Bentley                                 | britischer Jugendlicher, der einem Justizirrtum zum Opfer fiel                                       | 19    |       |
| 28. Januar | Ruth Cavendish-Bentinck                       | britische Aristokratin, Suffragette und Sozialistin                                                  | 85    |       |
| 28. Januar | Hans Freundt                                  | deutscher Schauspieler, Hörfunksprecher und Hörspielregisseur                                        | 60    |       |
| 28. Januar | Hermann Grosser                               | schlesischer Lehrer, Kunsterzieher, Maler und Graphiker                                              | 60    |       |
| 28. Januar | Josef Jakob                                   | deutscher Politiker (Zentrum), MdL                                                                   | 57    |       |
| 28. Januar | James Scullin                                 | australischer Politiker und Premierminister                                                          | 76    |       |
| 28. Januar | Theophil Wurm                                 | deutscher Theologe und evangelischer Bischof                                                         | 84    |       |
| 29. Januar | Reginald Wingate                              | britischer General, Generalgouverneur des Anglo-Ägyptischen Sudan, Hochkommissar in Ägypten          | 91    |       |
| 30. Januar | Lionel Belmore                                | britischer Film- und Theaterschauspieler sowie Regisseur                                             | 85    |       |
| 30. Januar | Lodewijk Hendrik Nicolaas Bosch van Rosenthal | niederländischer Jurist und Widerstandskämpfer                                                       | 68    |       |
| 30. Januar | Ernst August                                  | letzter regierender Herzog von Braunschweig-Lüneburg                                                 | 65    |       |
| 30. Januar | Karl Raabe                                    | deutscher Unternehmer                                                                                | 73    |       |
| 30. Januar | August Schleiermacher                         | deutscher Physiker sowie Hochschullehrer                                                             | 95    |       |
| 31. Januar | Felix Endrich                                 | Schweizer Bobsportler                                                                                | 31    |       |
| 31. Januar | Josef Knosp                                   | österreichischer Politiker (CSP), Abgeordneter zum Nationalrat                                       | 61    |       |
| 31. Januar | Heinrich Leven                                | deutscher Missionar und römisch-katholischer Bischof                                                 | 69    |       |
| 31. Januar | Walter Sawall                                 | deutscher Radrennfahrer                                                                              | 53    |       |
| 31. Januar | Louis Thelemann                               | deutscher Politiker (SPD), MdL                                                                       | 63    |       |

## Februar
| Tag         | Name                              | Beruf, bekannt als                                                                                              | Alter | Beleg |
| ----------- | --------------------------------- | --- | ----- | ----- |
| 1. Februar  | Carlo Canavesi                    | italienischer Automobilrennfahrer                                                                               |       |       |
| 1. Februar  | Antonio Goicoechea y Cosculluela  | spanischer Politiker und Jurist                                                                                 | 77    |       |
| 1. Februar  | Max Hein-Neufeldt                 | deutscher Maler                                                                                                 | 78    |       |
| 1. Februar  | James Lewis Kraft                 | Gründer von Kraft Foods                                                                                         | 78    |       |
| 1. Februar  | Lorenz Müller                     | deutscher Herpetologe                                                                                           | 84    |       |
| 1. Februar  | Wsewolod Petrowitsch Saderazki    | russischer Komponist und Pianist                                                                                | 61    |       |
| 1. Februar  | Wilhelm Sprott                    | deutscher Kommunalpolitiker                                                                                     | 69    |       |
| 1. Februar  | Egon Weiß                         | österreichischer Rechtswissenschaftler                                                                          | 72    |       |
| 2. Februar  | Ines Bolla                        | Schweizer Sekundarlehrerin, Schulleiter, Politiker (FDP) und Gründerin des Lyceum-Clubs der italienischen Sc... | 66    |       |
| 2. Februar  | Alan Curtis                       | US-amerikanischer Schauspieler                                                                                  | 43    |       |
| 2. Februar  | Andreas Dreher                    | deutscher Politiker (SPD) und ehemaliger Abgeordneter der verfassungsgebenden Versammlung des Landtags des f... | 80    |       |
| 2. Februar  | Richard Frankfurter               | deutscher Politiker (DDP), MdR                                                                                  | 79    |       |
| 2. Februar  | Ernst Gosebruch                   | deutscher Kunsthistoriker und Museumsleiter                                                                     | 80    |       |
| 2. Februar  | David Katz                        | deutscher Experimental-Psychologe                                                                               | 68    |       |
| 2. Februar  | Walter Leopold                    | deutscher Buchbindermeister und Unternehmer                                                                     | 58    |       |
| 2. Februar  | Gustav Strube                     | US-amerikanischer Komponist                                                                                     | 85    |       |
| 3. Februar  | Bettina Feistel-Rohmeder          | deutsche Malerin und Publizistin, NS-Kunstideologin und -aktivistin                                             | 79    |       |
| 3. Februar  | Oskar Hoffmann                    | deutscher sozialistischer Politiker (USPD, SPD, KPD), MdL                                                       | 75    |       |
| 3. Februar  | Jussuf Ibrahim                    | deutscher Arzt, Kinderarzt                                                                                      | 75    |       |
| 3. Februar  | Philippe Lauer                    | französischer Bibliothekar und Historiker                                                                       | 78    |       |
| 3. Februar  | Otto Luyken                       | Direktor der Baumschulen Hesse                                                                                  | 68    |       |
| 4. Februar  | Leo Borochowicz                   | deutsch-polnischer Politiker und Publizist                                                                      |       |       |
| 4. Februar  | Antonio Conte                     | italienischer Fechter und Olympiasieger                                                                         | 85    |       |
| 4. Februar  | Emmerich David                    | deutscher Geistlicher und Generalvikar in Köln                                                                  | 70    |       |
| 4. Februar  | Hans-Otto Hofmann                 | deutscher Verwaltungsjurist                                                                                     | 59    |       |
| 4. Februar  | John McLeod                       | schottischer Fußballtorhüter                                                                                    | 86    |       |
| 5. Februar  | Iuliu Maniu                       | rumänischer Politiker                                                                                           | 80    |       |
| 6. Februar  | Richard Boyle                     | britischer Ruderer                                                                                              | 64    |       |
| 6. Februar  | Otto Lange                        | deutscher Bürgermeister, Politiker und Verbandspolitiker                                                        | 74    |       |
| 6. Februar  | Edgar Norton                      | britisch-amerikanischer Schauspieler                                                                            | 84    |       |
| 6. Februar  | Hans Strobel                      | deutscher Architekt und Stadtplaner                                                                             | 71    |       |
| 7. Februar  | Wilder Dwight Bancroft            | amerikanischer Chemiker der Physikalischen Chemie                                                               | 85    |       |
| 7. Februar  | Lorenz Braren                     | deutscher Konstrukteur, Unternehmer und Ahnenforscher                                                           | 66    |       |
| 7. Februar  | August Heisler                    | deutscher Landarzt                                                                                              | 71    |       |
| 7. Februar  | Carlos Raygada                    | peruanischer Literatur- und Musikkritiker                                                                       | 55    |       |
| 8. Februar  | Melchior von der Decken           | deutscher Richter                                                                                               | 66    |       |
| 8. Februar  | John Evelyn Shuckburgh            | britischer Kolonialgouverneur                                                                                   | 75    |       |
| 9. Februar  | Emil-Werner Baule                 | deutscher Architekt, Grafiker, Illustrator und Maler, Pionier der modernen Werbegrafik                          | 82    |       |
| 9. Februar  | Raymond Frau                      | französischer Varieté-Künstler und Filmschauspieler                                                             | 65    |       |
| 9. Februar  | Anton Gasselich                   | österreichischer Lehrer und Politiker (GDVP, LB, VdU), Landtagsabgeordneter, Abgeordneter zum Nationalrat       | 64    |       |
| 9. Februar  | Cecil Hepworth                    | britischer Filmregisseur, Produzent, Autor und Darsteller                                                       | 78    |       |
| 10. Februar | Marie Burger-Mathys               | Schweizer Konzertsängerin und Gesangspädagogin                                                                  | 77    |       |
| 10. Februar | Walter Püttner                    | deutscher Maler                                                                                                 | 81    |       |
| 10. Februar | Matthäus Quatember                | Generalabt des Zisterzienserordens                                                                              | 58    |       |
| 10. Februar | David A. Reed                     | US-amerikanischer Politiker                                                                                     | 72    |       |
| 11. Februar | Hans Benndorf                     | österreichischer Physiker                                                                                       | 82    |       |
| 11. Februar | Amy Bull                          | englisch-britische Lehrerin und Suffragette                                                                     | 75    |       |
| 11. Februar | Mauritz Carlsson                  | schwedischer Langstreckenläufer                                                                                 | 63    |       |
| 11. Februar | Walther Fischer von Weikersthal   | deutscher Offizier, zuletzt General der Infanterie im Zweiten Weltkrieg                                         | 62    |       |
| 11. Februar | Paul Held                         | Schweizer Architekt und Grafiker                                                                                | 61    |       |
| 11. Februar | Uroš Predić                       | serbischer Maler                                                                                                | 95    |       |
| 11. Februar | Elbert D. Thomas                  | US-amerikanischer Politiker der Demokratischen Partei                                                           | 69    |       |
| 11. Februar | Sibylle Margarethe von Vincke     | landgräfliche Prinzessin                                                                                        | 75    |       |
| 12. Februar | Ralph H. Cameron                  | US-amerikanischer Politiker (Republikanische Partei)                                                            | 89    |       |
| 12. Februar | Carl Froelich                     | deutscher Filmpionier und -regisseur                                                                            | 77    |       |
| 12. Februar | Sigfrid Grundeis                  | deutscher Pianist                                                                                               | 52    |       |
| 12. Februar | Gustav Kafka                      | deutscher Psychologe, Professor für Psychologie                                                                 | 69    |       |
| 12. Februar | August Lonsinger                  | russisch-sowjetischer Schriftsteller                                                                            | 71    |       |
| 12. Februar | Friedrich Meggendorfer            | deutscher Psychiater                                                                                            | 72    |       |
| 12. Februar | Artur Wolfgang von Sacher-Masoch  | österreichischer Schriftsteller                                                                                 | 77    |       |
| 12. Februar | Roy O. Woodruff                   | US-amerikanischer Politiker                                                                                     | 76    |       |
| 13. Februar | Manfred Curry                     | deutsch-US-amerikanischer Arzt, Erfinder, Segler und Buchautor                                                  | 53    |       |
| 13. Februar | Ferdinand Falkensammer            | österreichischer Industrieller und Politiker, Landtagsabgeordneter                                              | 74    |       |
| 13. Februar | Adolf Hartmeyer                   | deutscher Politiker (SPD), MdL, Oberbürgermeister von Tübingen                                                  | 66    |       |
| 13. Februar | Lew Sacharowitsch Mechlis         | sowjetischer Politiker                                                                                          | 64    |       |
| 13. Februar | Alfred Mumbächer                  | deutscher Landschaftsmaler                                                                                      | 64    |       |
| 14. Februar | Carl Bonstedt                     | deutscher Gärtner und Botaniker                                                                                 | 86    |       |
| 14. Februar | Carl Brummer                      | dänischer Architekt                                                                                             | 88    |       |
| 14. Februar | Victor Giraud                     | französischer Romanist und Literaturwissenschaftler                                                             | 84    |       |
| 14. Februar | Richard Paul Wagner               | deutscher Eisenbahningenieur und Bauartdezernent der Deutschen Reichsbahn                                       | 70    |       |
| 15. Februar | Oskar Goßler                      | deutscher Ruderer                                                                                               | 77    |       |
| 15. Februar | Franz Hartz                       | deutscher römisch-katholischer Geistlicher                                                                      | 70    |       |
| 15. Februar | Mario Krammer                     | deutscher Historiker                                                                                            | 72    |       |
| 15. Februar | Alfred Oeschger                   | Schweizer Architekt                                                                                             | 53    |       |
| 15. Februar | Karl Gustaf Staaf                 | schwedischer Leichtathlet und Tauzieher                                                                         | 71    |       |
| 15. Februar | Franz Hartz                       | deutscher römisch-katholischer Geistlicher                                                                      | 70    |       |
| 16. Februar | Ernst Barthel                     | elsässischer Philosoph, Mathematiker und Erfinder                                                               | 62    |       |
| 16. Februar | Rudolf Hacke                      | deutscher Maler, Grafiker und Illustrator                                                                       | 71    |       |
| 16. Februar | Franciszek Hodur                  | erster Prime Bishop der PNCC                                                                                    | 86    |       |
| 17. Februar | Philippe Bonnardel                | französischer Fußballspieler                                                                                    | 53    |       |
| 17. Februar | Robert Jahn                       | deutscher Lehrer und Heimatforscher                                                                             | 78    |       |
| 17. Februar | Pjotr Petrowitsch Schirschow      | sowjetischer Politiker, Hydrobiologe, Ozeanograph, Botaniker und Polarforscher                                  | 47    |       |
| 17. Februar | Georg Schmidgall                  | deutscher Verwaltungsbeamter und Studentenhistoriker                                                            | 85    |       |
| 18. Februar | Alfred Benninghoff                | deutscher Anatom, Rektor der Universität Marburg                                                                | 62    |       |
| 18. Februar | Vladas Mironas                    | litauischer Priester und Premierminister                                                                        | 72    |       |
| 18. Februar | Arnold Petersen                   | deutscher Politiker (NSDAP), MdR                                                                                | 60    |       |
| 19. Februar | Friedrich Franz Friedmann         | deutscher Mediziner, Pionier der Tuberkuloseforschung                                                           | 76    |       |
| 19. Februar | Kondō Nobutake                    | japanischer Admiral                                                                                             | 66    |       |
| 19. Februar | Eugen Rosenfeld                   | deutscher Maler                                                                                                 | 82    |       |
| 19. Februar | Erich Wentscher                   | deutscher Genealoge, Schriftsteller, Archivar und Bibliothekar                                                  | 60    |       |
| 19. Februar | Adolf Willareth                   | deutscher Pädagoge                                                                                              | 78    |       |
| 20. Februar | Emmy Andriesse                    | niederländische Fotografin                                                                                      | 39    |       |
| 20. Februar | Augustinus Philipp Baumann        | deutscher Geistlicher, Weihbischof in Paderborn                                                                 | 71    |       |
| 20. Februar | Henri Borel de Bitche             | belgischer Diplomat                                                                                             | 59    |       |
| 20. Februar | Margret Dorn-Malin                | deutsche Bildhauerin                                                                                            |       |       |
| 20. Februar | Robert Krauß                      | deutscher Offizier, zuletzt Generalmajor im Zweiten Weltkrieg                                                   | 58    |       |
| 20. Februar | Josef Mayworm                     | deutscher Politiker (SPD), MdL                                                                                  | 75    |       |
| 20. Februar | Francesco Saverio Nitti           | italienischer Politiker, Mitglied der Camera dei deputati und Ministerpräsident Italiens                        | 84    |       |
| 20. Februar | James G. Randall                  | US-amerikanischer Historiker                                                                                    | 71    |       |
| 20. Februar | Dorothy Shepherd-Barron           | britische Tennisspielerin                                                                                       | 55    |       |
| 20. Februar | Vydūnas                           | litauischer Lehrer, Dichter, Philosoph, Humanist und Theosoph                                                   | 84    |       |
| 21. Februar | Henri Duvanel                     | französischer Wasserballspieler                                                                                 | 56    |       |
| 21. Februar | Raymond Glaszmann                 | französischer Automobilrennfahrer                                                                               | 68    |       |
| 21. Februar | Otto Kestner                      | deutscher Mediziner und Naturforscher                                                                           | 79    |       |
| 21. Februar | Alfred Klose                      | deutscher Mathematiker                                                                                          | 57    |       |
| 21. Februar | Heinrich Lassen                   | deutscher Architekt, Baubeamter und Kommunalpolitiker                                                           | 88    |       |
| 21. Februar | Robert Piguet                     | Schweizer Modeschöpfer und Parfümeur                                                                            | 54    |       |
| 21. Februar | Ekwtime Taqaischwili              | georgischer Historiker und Politiker                                                                            | 90    |       |
| 22. Februar | Albertine Assor                   | deutsche baptistische Diakonisse, Gründerin des Hamburger Albertinen-Diakoniewerk                               | 89    |       |
| 22. Februar | Wilhelm Göttler                   | deutscher Politiker (CDU/CSU), MdL Württemberg-Hohenzollern und Bayern                                          | 62    |       |
| 22. Februar | Juli Ossipowitsch Hurwitz         | russischer Mathematiker und Hochschullehrer                                                                     |       |       |
| 22. Februar | Konrad Krafft von Dellmensingen   | bayerischer General der Artillerie, Gründervater der bayrischen Gebirgstruppen                                  | 90    |       |
| 23. Februar | Bruno Biedermann                  | deutscher Politiker (NSDAP), MdR und SA-Führer                                                                  | 48    |       |
| 23. Februar | Big Maceo Merriweather            | US-amerikanischer Blues-Musiker                                                                                 | 47    |       |
| 23. Februar | Ernesto Ceirano                   | italienischer Automobilrennfahrer                                                                               | 79    |       |
| 23. Februar | Cecil Hunter-Rodwell              | britischer Kolonialbeamter                                                                                      | 78    |       |
| 23. Februar | Johannes Schmidt                  | deutscher Veterinärmediziner sowie Hochschullehrer                                                              | 82    |       |
| 23. Februar | Otto Strobel                      | deutscher Archivar und Musikwissenschaftler                                                                     | 57    |       |
| 24. Februar | Frank S. Dickson                  | US-amerikanischer Politiker                                                                                     | 76    |       |
| 24. Februar | August Emil Fieldorf              | polnischer Offizier, Befehlshaber der Polnischen Heimatarmee (Armia Krajowa)                                    | 57    |       |
| 24. Februar | Robert M. La Follette junior      | Senator der Vereinigten Staaten                                                                                 | 58    |       |
| 24. Februar | Hermann von Mangoldt              | deutscher Staatswissenschaftler und Politiker (CDU), MdL                                                        | 57    |       |
| 24. Februar | Fanny Moser                       | Schweizer Zoologin und Parapsychologin                                                                          | 80    |       |
| 24. Februar | Reinhard Rauschenberg             | deutscher Gewerkschafter und Politiker (SPD)                                                                    | 73    |       |
| 24. Februar | Gerd von Rundstedt                | deutscher Offizier, zuletzt Generalfeldmarschall im Zweiten Weltkrieg                                           | 77    |       |
| 24. Februar | Sergei Nikolajewitsch Winogradski | russischer Mikrobiologe und Pflanzenphysiologe                                                                  | 96    |       |
| 25. Februar | João Itiberê da Cunha             | brasilianischer Komponist und Musikkritiker                                                                     | 82    |       |
| 25. Februar | Hans Lenz                         | österreichischer Politiker (SdP), Abgeordneter zum Nationalrat                                                  | 79    |       |
| 25. Februar | Richard Roeder                    | deutscher Sozialhygieniker                                                                                      | 77    |       |
| 25. Februar | Wilhelm Schüler                   | deutscher Politiker (CDU)                                                                                       | 75    |       |
| 25. Februar | Karl Weinberger                   | deutscher Bildhauer und Bauplastiker                                                                            | 67    |       |
| 26. Februar | Hans von der Mühll                | Schweizer Architekt                                                                                             | 65    |       |
| 27. Februar | Louis Goumaz                      | Schweizer evangelischer Geistlicher und Hochschullehrer                                                         | 78    |       |
| 27. Februar | Paul Hurst                        | US-amerikanischer Schauspieler, Regisseur und Drehbuchautor                                                     | 64    |       |
| 27. Februar | Karl Möbius                       | deutscher Bildhauer                                                                                             | 76    |       |
| 27. Februar | Else Volk-Friedland               | österreichische Frauenärztin, Autorin und NS-Verfolgte                                                          | 72    |       |
| 28. Februar | Hellmuth Becker                   | deutscher Offizier, SS-Brigadeführer und Generalmajor der Waffen-SS                                             | 50    |       |
| 28. Februar | Eleasar Sukenik                   | israelischer Archäologe                                                                                         | 63    |       |
| 28. Februar | Constance Wilson-Samuel           | kanadische Eiskunstläuferin                                                                                     | 45    |       |
| Februar     | Konrad von Wangenheim             | deutscher Reiter                                                                                                | 43    |       |
| Februar     | Robert Wasserburg                 | deutscher Karnevalsdichter                                                                                      |       |       |

## März
| Tag      | Name                                                 | Beruf, bekannt als                                                                                            | Alter | Beleg |
| -------- | ---------------------------------------------------- | --- | ----- | ----- |
| 1. März  | Friedrich Döbrich                                    | deutscher Landwirt, Gutsbesitzer und Politiker (DVP, DNVP, CNBL), MdR                                         | 80    |       |
| 1. März  | Aloys Röhr                                           | deutscher Bildhauer und Grafiker                                                                              | 65    |       |
| 1. März  | Ferdinand-Wilhelm von Stein-Liebenstein zu Barchfeld | deutscher Generalmajor der Luftwaffe im Zweiten Weltkrieg                                                     | 58    |       |
| 2. März  | Michel Deutsch                                       | französischer Arzt, Philanthrop, Dichter und Dramatiker                                                       | 84    |       |
| 2. März  | Wilhelm Ernst                                        | deutscher Geologe, Mineraloge und Paläontologe                                                                | 65    |       |
| 2. März  | Rudolf Ippisch                                       | österreichischer Unternehmer und Förderer des Tourismus                                                       | 74    |       |
| 2. März  | James Lightbody                                      | US-amerikanischer Leichtathlet                                                                                | 70    |       |
| 2. März  | Wojciech Trąmpczyński                                | polnischer Politiker, MdR, Mitglied des Sejm                                                                  | 93    |       |
| 3. März  | Eduardo Caba                                         | bolivianischer Komponist und Musikpädagoge                                                                    | 62    |       |
| 3. März  | Viktor Capesius                                      | österreichischer Jurist                                                                                       | 85    |       |
| 3. März  | Josef Fischer                                        | deutscher Radrennfahrer                                                                                       | 88    |       |
| 3. März  | James J. Jeffries                                    | US-amerikanischer Boxer und Schwergewichtsweltmeister                                                         | 77    |       |
| 3. März  | Jakob Schroer                                        | deutscher Politiker der CDU                                                                                   | 73    |       |
| 3. März  | Friedrich Voß                                        | deutscher Ingenieur                                                                                           | 80    |       |
| 4. März  | Thomas Stephen Cullen                                | kanadisch-US-amerikanischer Gynäkologe                                                                        | 84    |       |
| 4. März  | Joe Symonds                                          | britischer Boxer                                                                                              | 58    |       |
| 5. März  | Wilhelm Deist                                        | deutscher Politiker (Zentrum, CDU), MdL                                                                       | 54    |       |
| 5. März  | Daniel Fortea                                        | spanischer Gitarrist, Komponist und Gitarrenlehrer                                                            | 74    |       |
| 5. März  | Erich Kühn                                           | deutscher Schriftsteller, Journalist, Theatermann und Politiker                                               | 65    |       |
| 5. März  | Mark Saweljewitsch Liburkin                          | sowjetischer Schachkomponist                                                                                  | 42    |       |
| 5. März  | Ernst Lindner                                        | deutscher Politiker                                                                                           | 79    |       |
| 5. März  | Herman J. Mankiewicz                                 | deutsch-US-amerikanischer Hollywood-Drehbuchautor                                                             | 55    |       |
| 5. März  | Sergei Sergejewitsch Prokofjew                       | russischer Pianist und Komponist                                                                              | 61    |       |
| 5. März  | Wolfgang Salus                                       | tschechischer Kommunist, der sich in der Kommunistischen Jugendinternationale engagierte                      | 43    |       |
| 5. März  | Josef Stalin                                         | sowjetischer Politiker, Diktator (1927–1953)                                                                  | 74    |       |
| 5. März  | Fritz Weidemann                                      | deutscher Theater- und Stummfilmschauspieler und Drehbuchautor                                                | 66    |       |
| 6. März  | Raymund Brachmann                                    | deutscher Architekt                                                                                           | 80    |       |
| 6. März  | Ernst Reclam                                         | deutscher Verleger                                                                                            | 76    |       |
| 6. März  | Gustav Sobottka                                      | deutscher Politiker (SPD, KPD)                                                                                | 66    |       |
| 6. März  | Karl Telch                                           | österreichischer Theologe                                                                                     | 83    |       |
| 7. März  | Maria Isabel Aboim Inglês                            | portugiesische Feministin, Aktivistin gegen die portugiesische Diktatur und Hochschullehrerin                 | 51    |       |
| 7. März  | Johannes Brüggen                                     | deutscher Geologe und chilenischer Hochschullehrer                                                            | 65    |       |
| 7. März  | Apolinary Hartglas                                   | polnisch-israelischer Journalist und Politiker, Mitglied des Sejm                                             | 69    |       |
| 7. März  | Oswald Artur Hecker                                  | deutscher Neuzeithistoriker und Hochschullehrer                                                               | 73    |       |
| 7. März  | Edwin Hermann Henel                                  | deutscher Graphiker                                                                                           | 69    |       |
| 7. März  | Viktor Hoeniger                                      | deutscher Reichsgerichtsrat                                                                                   | 83    |       |
| 7. März  | Max Rée                                              | US-amerikanischer Art Director, Kostüm- und Szenenbildner                                                     | 63    |       |
| 7. März  | Thomas Scharnagel                                    | deutscher Saatgutexperte und Pflanzenzüchter                                                                  | 73    |       |
| 7. März  | Edward Sedgwick                                      | US-amerikanischer Schauspieler, Filmregisseur und -produzent                                                  | 60    |       |
| 7. März  | Eberhard von Stohrer                                 | deutscher Diplomat                                                                                            | 70    |       |
| 8. März  | John Cowan                                           | australischer Politiker (South Australia)                                                                     | 86    |       |
| 8. März  | Hermann von Kirchner                                 | österreichischer Militär                                                                                      | 62    |       |
| 9. März  | Hugo Bernatzik                                       | österreichischer Ethnologe                                                                                    | 55    |       |
| 9. März  | Ole Iversen                                          | norwegischer Turner                                                                                           | 69    |       |
| 10. März | Joseph R. Bryson                                     | US-amerikanischer Politiker                                                                                   | 60    |       |
| 10. März | Charles Gordon Curtis                                | US-amerikanischer Dampfturbinen-Erfinder                                                                      | 92    |       |
| 10. März | Alex Groesbeck                                       | US-amerikanischer Politiker                                                                                   | 80    |       |
| 10. März | Bruno von Hauenschild                                | deutscher Offizier und Generalleutnant im Zweiten Weltkrieg                                                   | 56    |       |
| 10. März | Walter Matthaei                                      | deutscher Jurist, Politiker (DDP), MdHB und Senator                                                           | 78    |       |
| 10. März | Tōge Sankichi                                        | japanischer Schriftsteller                                                                                    | 36    |       |
| 11. März | Wacław Chodkowski                                    | polnischer Maler                                                                                              | 74    |       |
| 11. März | Rudolf Herzog                                        | deutscher Altphilologe                                                                                        | 81    |       |
| 11. März | Jakob Huber                                          | Schweizer Berufsoffizier                                                                                      | 69    |       |
| 11. März | Charles Sarolea                                      | belgisch-britischer Romanist und Publizist                                                                    | 82    |       |
| 11. März | István Szebeny                                       | ungarischer Ruderer                                                                                           | 65    |       |
| 12. März | Steivan Brunies                                      | Schweizer Lehrer und Naturschützer                                                                            | 76    |       |
| 12. März | James Hard                                           | US-amerikanischer Soldat, letzter Überlebender der Unions-Armee                                               | 111   |       |
| 12. März | James William McBain                                 | kanadischer Chemiker (Kolloidchemie)                                                                          | 70    |       |
| 12. März | Itō Shizuo                                           | japanischer Lyriker                                                                                           | 46    |       |
| 12. März | Heinrich Wilhelm Ewald Jung                          | deutscher Mathematiker                                                                                        | 76    |       |
| 12. März | Max Kreuziger                                        | deutscher Politiker                                                                                           | 72    |       |
| 12. März | Else Model                                           | deutsche Schriftstellerin                                                                                     | 81    |       |
| 12. März | William Smith                                        | kanadischer Sportschütze                                                                                      | 75    |       |
| 13. März | Wilhelm Czermak                                      | österreichischer Ägyptologe und Hochschullehrer                                                               | 63    |       |
| 13. März | Ferdinand Habel                                      | tschechisch-österreichischer Kirchenmusiker, Chorleiter und Komponist                                         | 78    |       |
| 13. März | Alfred Jeanroy                                       | französischer Romanist und Provenzalist                                                                       | 93    |       |
| 13. März | Leopold Kunschak                                     | österreichischer Politiker (CS, ÖVP), Landtagsabgeordneter                                                    | 81    |       |
| 13. März | Johan Laidoner                                       | estnischer Militär und Politiker, Mitglied des Riigikogu                                                      | 69    |       |
| 13. März | Isabel Villaseñor                                    | mexikanische Künstlerin                                                                                       | 43    |       |
| 14. März | Klement Gottwald                                     | tschechoslowakischer Politiker                                                                                | 56    |       |
| 14. März | Chaim Grinberg                                       | russischer Publizist und Zionist                                                                              |       |       |
| 14. März | Hermann Tilemann                                     | deutscher Politiker (CDU), MdL                                                                                | 65    |       |
| 15. März | Arthur Berry                                         | englischer Fußballspieler                                                                                     | 65    |       |
| 15. März | Marc Birkigt                                         | Schweizer Konstrukteur                                                                                        | 75    |       |
| 15. März | Franz Brandl                                         | österreichischer Polizeipräsident und Schriftsteller                                                          | 77    |       |
| 15. März | Christian Günther                                    | deutscher Politiker (DVP), MdR                                                                                | 66    |       |
| 16. März | Paul Frölich                                         | deutscher Politiker (IKD, KPD, KPD-O, SAPD), MdR und Autor; Nachlassverwalter und Biograph von Rosa Luxemburg | 68    |       |
| 16. März | Henrik Herse                                         | deutscher Dramaturg, Schriftsteller und SS-Obersturmführer                                                    | 57    |       |
| 16. März | Svend Ranulf                                         | dänischer Philosoph und Soziologe                                                                             | 58    |       |
| 17. März | Pierino Albini                                       | italienischer Radrennfahrer                                                                                   | 67    |       |
| 17. März | Conrado del Campo                                    | spanischer Komponist, Musikpädagoge und Violinist                                                             | 74    |       |
| 17. März | Friedrich Coubillier                                 | deutscher Bildhauer                                                                                           | 83    |       |
| 17. März | James Pendleton Lichtenberger                        | US-amerikanischer Pfarrer und Soziologe                                                                       | 82    |       |
| 17. März | Kurt Neumann                                         | deutscher Motorenbauer                                                                                        | 73    |       |
| 18. März | Peter von Agris                                      | deutscher Politiker (CDU), Landrat                                                                            | 52    |       |
| 18. März | Emil Barell                                          | Schweizer Chemiker und Unternehmer                                                                            | 79    |       |
| 18. März | Henri Becquart                                       | französischer Politiker                                                                                       | 61    |       |
| 18. März | Felix Haffner                                        | deutscher Pharmakologe und Toxikologe                                                                         | 66    |       |
| 18. März | Carl Scherer                                         | Schweizer Maler und Gebrauchsgrafiker                                                                         | 62    |       |
| 19. März | Victor Jean                                          | französischer Politiker                                                                                       | 78    |       |
| 19. März | Fritz Oesterlen                                      | deutscher Ingenieur für Wasserturbinen und Rektor der Leibniz Universität Hannover (1925–1927)                | 78    |       |
| 19. März | Arkadi Dmitrijewitsch Schwezow                       | sowjetischer Triebwerkskonstrukteur                                                                           | 61    |       |
| 19. März | Richard Wolf                                         | österreichischer Lehrer und Politiker (SPÖ), Abgeordneter zum Nationalrat                                     | 65    |       |
| 20. März | Ewald von Kleist-Wendisch Tychow                     | deutscher Gutsbesitzer und Jurist                                                                             | 70    |       |
| 20. März | Henry Oberholzer                                     | britischer Turner und Ringer                                                                                  | 59    |       |
| 20. März | Gábor Obitz                                          | ungarischer Fußballspieler und -trainer                                                                       | 54    |       |
| 20. März | Graciliano Ramos                                     | brasilianischer Autor und Erzähler                                                                            | 60    |       |
| 20. März | Fortunat von Schubert-Soldern                        | österreichischer Kunsthistoriker                                                                              | 85    |       |
| 21. März | Gilbert John Fowler                                  | Chemiker | 85    |       |
| 21. März | Paul Kämpf                                           | deutscher Sozialdemokrat und Gewerkschafter                                                                   | 67    |       |
| 21. März | Amadeus Reisinger                                    | österreichischer römisch-katholischer Geistlicher, Zisterzienser und Gegner des Nationalsozialismus           | 60    |       |
| 21. März | Hedda Sauer                                          | deutsche Dichterin und Übersetzerin in Prag                                                                   | 77    |       |
| 21. März | David Sholtz                                         | US-amerikanischer Politiker, Gouverneur von Florida                                                           | 61    |       |
| 22. März | Gaston Briese                                        | deutscher Schauspieler, Oberspielleiter und Theaterleiter                                                     | 54    |       |
| 22. März | Alfred Fröhlich                                      | österreichischer Pharmakologe                                                                                 | 81    |       |
| 22. März | Waldemar Glaser                                      | deutscher Schriftsteller und Dichter                                                                          | 49    |       |
| 22. März | Gustav Herglotz                                      | deutscher Mathematiker und Astronom                                                                           | 72    |       |
| 22. März | Christian Møller Pedersen                            | dänischer Turner                                                                                              | 63    |       |
| 23. März | Heinrich Aschenbrandt                                | deutscher Offizier, zuletzt Generalmajor im Zweiten Weltkrieg                                                 | 68    |       |
| 23. März | László Beleznai                                      | ungarischer Schwimmer und Wasserballspieler                                                                   | 61    |       |
| 23. März | Cecil Browning                                       | britischer Racketsspieler                                                                                     | 70    |       |
| 23. März | Raoul Dufy                                           | französischer Maler                                                                                           | 75    |       |
| 23. März | Alfred Ernst                                         | deutscher Offizier und Politiker (NSDAP), MdR, MdL                                                            | 57    |       |
| 23. März | Oskar Luts                                           | estnischer Schriftsteller                                                                                     | 66    |       |
| 23. März | Heinrich Oelerich                                    | deutscher Flugzeugkonstrukteur                                                                                | 76    |       |
| 24. März | Albert Courquin                                      | französischer Sportschütze                                                                                    | 77    |       |
| 24. März | Paul Couturier                                       | französischer Priester, ökumenische Persönlichkeit                                                            | 71    |       |
| 24. März | Maria von Teck                                       | deutsch-britische Hochadlige                                                                                  | 85    |       |
| 24. März | Fritz Tillmann                                       | deutscher katholischer Theologe und Hochschullehrer                                                           | 78    |       |
| 24. März | Karl Werdes                                          | deutscher Landwirt und Politiker (CNBL), MdL                                                                  | 80    |       |
| 25. März | Ejler Allert                                         | dänischer Ruderer                                                                                             | 71    |       |
| 25. März | Julius Geisendörfer                                  | deutscher Schauspieler und Regisseur                                                                          | 74    |       |
| 25. März | Ellen Hørup                                          | dänische Journalistin und Frauenrechtlerin                                                                    | 81    |       |
| 25. März | Johann Kräuter                                       | banatschwäbischer römisch-katholischer Geistlicher und Märtyrer                                               | 68    |       |
| 26. März | Wilhelm Fähler                                       | deutscher Architekt und Baubeamter                                                                            | 63    |       |
| 26. März | Paul Loicq                                           | belgischer Eishockeyspieler, -schiedsrichter und -funktionär                                                  | 64    |       |
| 26. März | Charles Power                                        | irischer Hockeyspieler                                                                                        | 74    |       |
| 27. März | Narciso Garay Díaz                                   | panamaischer Komponist, Violinist, Musikwissenschaftler und Diplomat                                          | 76    |       |
| 27. März | Fritz Lahr                                           | austro-faschistischer Politiker, während des Anschlusses kurz Geschäftsführender Bürgermeister von Wien       | 62    |       |
| 27. März | Ioana Lambrino                                       | erste, morganatische Ehefrau des rumänischen Thronfolgers und späteren Königs Karl II.                        | 54    |       |
| 27. März | Antonín Profous                                      | tschechischer Sprachwissenschaftler                                                                           | 75    |       |
| 27. März | Hartmann von Richthofen                              | deutscher Diplomat, Publizist, Politiker (DDP), MdR, Bankier                                                  | 74    |       |
| 28. März | Joseph Feinhals                                      | deutscher Gewerkschafter und Mitglied des Provisorischen Nationalrats                                         | 81    |       |
| 28. März | Arthur Kullmer                                       | deutscher Offizier, zuletzt General der Infanterie im Zweiten Weltkrieg                                       | 56    |       |
| 28. März | Alfred Philippson                                    | deutscher jüdischer Geograf                                                                                   | 89    |       |
| 28. März | Valentine de Saint-Point                             | französische Dichterin                                                                                        | 78    |       |
| 28. März | Jim Thorpe                                           | US-amerikanischer Leichtathlet                                                                                | 64    |       |
| 29. März | Paul Benner                                          | Schweizer Dirigent, Organist und Komponist                                                                    | 75    |       |
| 29. März | Arthur Fields                                        | US-amerikanischer Jazz-Sänger                                                                                 | 64    |       |
| 29. März | James Taylor senior                                  | irisch-amerikanischer Geschäftsmann, Leiter der Raven-Brüder                                                  | 83    |       |
| 30. März | Bert Bailey                                          | australischer Schauspieler, Schriftsteller und Theaterimpresario                                              | 84    |       |
| 30. März | Fred A. Howland                                      | US-amerikanischer Politiker, Anwalt und Geschäftsmann                                                         | 88    |       |
| 30. März | Roderich Mojsisovics von Mojsvár                     | österreichischer Dirigent, Komponist, Musik- und Bühnenschriftsteller                                         | 75    |       |
| 30. März | Alexandre Vachon                                     | kanadischer Geistlicher, römisch-katholischer Erzbischof von Ottawa                                           | 67    |       |
| 30. März | Alexander Alexandrovich Vasiliev                     | russischer Byzantinist                                                                                        | 82    |       |
| 31. März | Jan Akkersdijk                                       | niederländischer Fußballspieler                                                                               | 66    |       |
| 31. März | Victor Buchs                                         | Schweizer Politiker und Staatsrat des Kantons Freiburg                                                        | 86    |       |
| 31. März | Yves Farge                                           | französischer Journalist und Politiker                                                                        | 53    |       |
| 31. März | Eugen Fleischacker                                   | österreichischer Politiker (ÖVP), Mitglied des Bundesrates                                                    | 53    |       |
| 31. März | Charles Q. Hildebrant                                | US-amerikanischer Politiker                                                                                   | 88    |       |
| 31. März | Władysław Jahl                                       | polnischer Maler und Grafiker                                                                                 | 66    |       |
| 31. März | Josef Krickl                                         | österreichischer Komponist, Violinist und Baßflügelhornist                                                    | 83    |       |
| 31. März | Ivan Lebedeff                                        | US-amerikanischer Schauspieler                                                                                | 58    |       |
| 31. März | Abraham Reisen                                       | jiddischer Schriftsteller, Publizist, Aktivist                                                                | 76    |       |